# The Little Indian Martyr
The Little Indian Martyr è un cortometraggio muto del 1912 diretto da Colin Campbell.

## Produzione
Il film fu prodotto dalla Selig Polyscope Company. Venne girato in California, a San Juan Capistrano.

## Distribuzione
Distribuito dalla General Film Company, il film - un cortometraggio di una bobina - uscì nelle sale cinematografiche statunitensi il 29 agosto 1912. Il 10 novembre 1912, fu distribuito anche nel Regno Unito.